# Стиви Никс
Стефани Лин Никс (на английски: Stephanie Lynn Nicks; * 26 май 1948 във Финикс, Аризона, САЩ), известна като Стиви Никс (Stevie Nicks), е американска певица, авторка на песни и продуцентка, известна с работата си с групата Флийтуд Мак и като соло изпълнителка.
След като започва кариерата си в дует с тогавашния си приятел Линдзи Бъкингам, издавайки албума Buckingham Nicks с малък успех, Никс се присъединява към групата Флийтуд Мак през 1975 г., помагайки ѝ да стане една от най-продаваните музикални групи на всички времена с над 120 млн. записа, продадени по целия свят. Rumors, вторият албум на групата с Никс, става един от най-продаваните албуми в световен мащаб, като е сертифициран 20 пъти платинен в САЩ.
През 1981 г., докато е член на Флийтуд Мак, Никс започва своята солова кариера, издавайки студийния албум Bella Donna, който оглавява класацията Билборд 200 и достига мултиплатинен статус за продажби. Към 2021 г. е издала осем студийни солови албума и седем студийни албума с Флийтуд Мак, продавайки сертифицирани общо 65 млн. копия само в САЩ.
След издаването на първия си самостоятелен албум сп. „Ролинг Стоун“ я нарича „властващата кралица на рокендрола". Никс е обявена за един от 100-те най-велики автори на песни на всички времена и един от 100-те най-велики певци на всички времена от списанието. Нейните песни на Флийтуд Мак Landslide, Rhiannon и Dreams, като последната е единственият номер едно на групата в САЩ, заедно с нейният солов хит Edge of Seventeen, всички са включени в Списъка на сп. „Ролинг Стоун“ на 500-те най-велики песни на всички времена. Тя е първата жена, въведена два пъти в Залата на славата на рокендрола: първо като член на Флийтуд Мак през 1998 г. и след това като соло изпълнителка през 2019 г.
Като солова изпълнителка Никс има шест номинации за наградата Грами и две номинации за Американските музикални награди. Тя печели множество награди с Флийтуд Мак, включително Награда „Грами“ за Албум на годината през 1978 г. за Rumors.
Албумите Fleetwood Mac, Rumors и Bella Donna са включени в класацията „Най-великите за всички времена Билборд 200 албума“ на сп. „Билборд“. Освен това Rumors е оценен като седмият най-велик албум на всички времена в списъка на сп. „Ролинг Стоун“ за 500-те най-велики албума на всички времена, както и четвъртият най-велик албум на изпълнителка.

## Живот и кариера

### 1948 – 1971 г.: Ранни години и начало на кариерата
Стефани „Стиви“ Никс е родена през 1948 г. в болницата „Добрия самарянин“ във Финикс, Аризона в семейството на Джес и Барбара Никс. Тя има немски, английски, уелски и ирландски произход. Дядо ѝ Арън Джес AJ Никс Старши я научава да пее дуети с него, когато тя е на 4 години. Майка ѝ я закриля, държи я у дома „далеч от повечето хора“ и я възпитава в любов към приказките. Като малко дете Стефани може да произнася собственото си име само като „ти-ди“, което довежда до появата на прякора ѝ „Стиви“.
Честото преместване на баща ѝ като вицепрезидент на Грейхаунд кара семейството да живее във Финикс (Аризона), Албъкърки (Ню Мексико), Ел Пасо (Тексас), Солт Лейк Сити (Юта), Лос Анджелис и Сан Франциско. С китарата Гоя, която получава за 16-ия си рожден ден, Никс написва първата си песен, озаглавена I've Loved and I've Lost, and I'm Sad but Not Blue. Тя прекарва юношеството си в постоянно слушане на плочи и живее в свой „собствен малък музикален свят“.
Докато посещава Гимназия „Аркадия“ в Аркадия, Калифорния, тя се присъединява към първата си група, Чейнджинг Таймс – фолк рок група, фокусирана върху вокалните хармонии.
Никс се запознава с бъдещия си музикален и романтичен партньор Линдзи Бъкингам по време на последната си година в гимназията „Менло-Адъртън“ в Адъртън, Калифорния. Когато вижда Бъкингам да свири California Dreamin' в Клуб „Йънг Лайф“, тя хармонично се присъединява към него. Тя си спомня: „Мислех, че е мил“. Бъкингам е в психеделичната рок група Фриц, но двама от нейните музиканти заминават за колежа. Той моли Никс в средата на 1967 г. да замени вокалиста. По-късно Фриц отваря врати за Джими Хендрикс и Джанис Джоплин от 1968 до 1970 г. Никс признава, че и двете случки са вдъхновили нейната сценична интензивност и представяне.
И Никс, и Бъкингам учат в Държавния университет в Сан Хосе, където Никс специализира речева комуникация и планира да стане учителка по английски. С благословията на баща си обаче тя напуска, за да продължи музикалната си кариера с Бъкингам.

### 1972 – 1978 г.: албумBuckingham Nicksи участие във Флийтуд Мак
След като Фриц се разпада през 1972 г., Никс и Бъкингам продължават да пишат песни като дуо, записвайки демо касети през нощта в Дейли Сити, Калифорния на едноинчова четирипистова лентова машина Ampex, която Бъкингам пази в завода за печене на кафе, принадлежащ на баща му. Те сключват сделка с лейбъла Полидор Рекърдс и едноименният им албум Buckingham Nicks е издаден през 1973 г. Албумът няма комерсиален успех и лейбълът изоставя двойката. Без пари от албума им и след като Бъкингам се заразява с мононуклеоза малко след това, Никс започва да работи на различни места. Тя е сервитьорка и чисти в къщата на продуцента Кийт Олсън, където Никс и Бъкингам живеят известно време, преди да се преместят при продуцента Ричард Дашът. Скоро тя започва да употребява кокаин. „Казаха ни, че е за развлечение и че не е опасно“, казва Никс на Крис Айзък през 2009 г.
Докато живее с Дашът, Бъкингам получава китарно участие в турнето на Евърли Брадърс през 1972 г. Никс остава сама да работи върху писането на песни. През това време тя пише Rhiannon, след като вижда името в романа „Триада“ от Мери Бартлет Лидер. (5 години по-късно фен ѝ изпраща романите Mabinogion на Еванджелин Уолтън, които включват легендарната героиня Рианън, и Никс по-късно купува филмовите права върху произведението на Уолтън с надеждата да пренесе епоса на екрана.) Тя също пише Landslide („Свлачище“), вдъхновена от пейзажа на Аспън и бавно влошаващите ѝ се отношения с Бъкингам.
В края на 1974 г. Кейт Олсън свири песента на Бъингам-Никс Frozen Love за барабаниста Мик Флийтуд, който е дошъл в Студио „Саунд Сити“ в Калифорния в търсене на звукозаписно студио. Флийтуд си спомня за китарната работа на Бъкингам, когато китаристът Боб Уелч напуска, за да продължи солова кариера. На 31 декември 1974 г. Флийтуд се обажда на Бъкингам, като го кани да се присъедини към групата. Бъкингам отказва, настоявайки, че Никс и той са „пакетна сделка“ и той няма да се присъедини без нея. Групата решава, че включването на двойката ще подобри Флийтуд Мак, превръщайки британската група в англо-американска. Първите репетиции потвърждават това усещане, като хармониите на новодошлите добавят поп достъпност към предишния стил на блус-базирания рок на групата.
През 1975 г. Флийтуд Мак започва и световенят успех с албума си Fleetwood Mac. Песента Rhiannon на Никс е избрана за една от 500-те най-велики песни на всички времена на сп. „Ролинг Стоун“. Нейните изпълнения на живо на песента през цялото десетилетие започват да придобиват театрална интензивност, която не присъства в албума. Песента достига кулминацията си, в която вокалите на Никс са толкова пламенни, че Мик Флийтуд заявява: „нейната „Rhiannon“ в онези дни беше като екзорсизъм.“ Песента Landslide се превръща в друг хит от албума, с 3 млн. пускания.
Осъзнавайки имиджа си на изпълнителка, Никс работи с модната дизайнерка Марги Кент, за да разработи свой уникален сценичен външен вид. Нейните костюми са в циганско-бохемски стил, който включва развяващи се поли, шалове и ботуши с платформа.
Докато Никс и Бъкингам постигат професионален успех с Флийтуд Мак, личните им отношения се влошават. Никс прекратява връзката. Групата започва да записва своя последващ албум Rumors в началото на 1976 г. и продължават до края на годината. Освен това Никс и Бъкингам пеят в съпровод на едноименния втори албум на Уорън Зевон.
Сред приноса на Никс към Rumors е песента Dreams („Мечти“), който става единственият хит сингъл номер 1 на групата в класацията Билборд Хот 100. Никс също пише и записва песента Silver Springs („Сребърни извори“), но тя не е включена в албума, защото ранните версии на песента са твърде дълги и групата не иска твърде много бавни песни в албума. Студийният инженер и копродуцент Кен Келей каза, че Никс е много недоволна от факта, че групата е решила да се откаже от нейната песен Silver Springs, която според него е красиво изработена и носи някои от най-добрите китарни произведения на групата. Песента, написана за нейната бурна връзка с Бъкингам, е издадена като B-страна на сингъла Go Your Own Way, който е подобна критичната песен на Бъкингам за Никс. Копия от сингъла в крайна сметка стават колекционерски предмети сред феновете на Флийтуд Мак. Silver Springs е включена в ретроспективата на групата с четири диска 25 Years – The Chain през 1992 г.
Rumors – вторият албум на Флийтуд Мак след включването на Никс и Бъкингам е най-продаваният албум от 1977 г. и към 2017 г. е продал над 45 млн. копия по целия свят, което го прави един от най-продаваните албуми на всички времена. Албумът остава на първо място в американската класация за албуми в продължение на 31 седмици и достига номер едно в други страни. Той печели Награда „Грами“ за Албум на годината през 1978 г. Той има четири сингъла в Топ 100 на Билборд Хот 100 в САЩ, като Dreams на Никс е единственият хит номер едно на групата в тази класация.
През ноември 1977 г., след концерт в Нова Зеландия от турнето Rumors, Никс и Мик Флийтуд започват тайна любовна афера. Флийтуд е женен за Джени Бойд. „Никога през милиони години не можеше да ми кажеш, че това ще се случи“, казва Никс. „Всички бяха ядосани, защото Мик беше женен за прекрасно момиче и имаше две прекрасни деца. Бях ужасена. Обичах тези хора. Обичах семейството му. Така че нямаше как да се получи. И не стана. Просто не можех.“ Никс прекратява аферата скоро след началото ѝ. Тя заявява, че ако аферата бе напреднала, това „щеше да е краят на Флийтуд Мак“. През октомври 1978 г. Мик Флийтуд напуска жена си заради приятелката на Никс Сара Рекор.

### 1979 – 1982 г.: албумиTuskиMirage
След успеха на албума Rumors и турнето през 1977 – 1978 г. Флийтуд Мак започват да записват третия си албум с Никс и Бъингам – Tusk през пролетта на 1978 г. По това време Никс е натрупала голям брой песни, които не е успяла да запише с групата поради ограничението да има трима автори на песни във всеки албум. Албумът излиза на 19 октомври 1979 г.
Албумът им Mirage е записан в края на 1981 г. и началото на 1982 г.

### Беквокали и дуети
Докато работи върху Tusk, Никс пее резервно копие на почти всяка песен на Not Shy, записана от музиканта Уолтър Игън, приятел на Никс и Бъкингам. Сингълът му Magnet and Steel, вдъхновен от Никс, включва на видно място нейните беквокали и става хит сингъл в класацията Билборд Хот 100 през лятото на 1978 г. Линдзи Бъкингам също продуцира албума, като свири на китара и осигурява беквокали на някои от песните.
Никс записва хитовите дуети When I Call You Friend с Кени Логинс през 1978 г. и Gold с Джон Стюарт през 1979 г. През 1981 г. Никс прави случайни гостувания с Том Пети енд дъ Хартбрейкърс на турнето им Hard Promises.

### Соло кариера
Никс пише и записва демота за соло проект по време на сесиите на албума Tusk през 1979 г. и световното турне Tusk от 1979 – 80 г. Никс, Дани Голдбърг и Пол Фишкин основават лейбъла Модърн Рекърдс, за да записват и издават материала на Никс.
Първият самостоятелен албум на Никс – Bella Donna е издаден на 27 юли 1981 г. и получава одобрението на критиката и търговски успех, достигайки номер едно в класацията Билборд 200 с четири сингъла, които попадат в Билбор Хот 100, а сп. „Ролинг Стоун“ я смята за „властващата кралица“ на рокендрола“. В деня, в който албумът ѝ достигна номер едно в Билборд 200, на Никс е казано, че нейната приятел Робин Андерсън има левкемия. Андерсън е бременна по това време и ѝ остават само три месеца живот. Тя ражда син, като определя Никс за кръстница на детето. „Никога не успях да се насладя на Bella Donna, защото приятелката ми умираше. Нещо излезе в този ден; нещо остана" След смъртта на Робин през 1982 г. Никс се жени за вдовеца ѝ Ким Андерсън, като вярва, че Робин ще иска тя да се грижи за бебето. „Всички бяхме в такава безумна скръб, просто напълно обезумели“, казва тя пред в. „Телеграф“ през 2007 г. Три месеца по-късно те се развеждат.
Bella Donna въвежда постоянните резервни вокалисти на Никс – Шарън Селани и Лори Пери (днес Лори Никс, след брака ѝ с брата на Стиви Кристофър), които участват с вокали във всички солови албуми на Никс оттогава. През ноември 1981 г. Никс започва своето турне White Winged Dove, което трябва да прекъсне, за да запише албума на Флийтуд Мак Mirage.
Никс издава втория си солов албум The Wild Heart на 10 юни 1983 г. Албумът става двойно платинен, достига номер пет в класацията за албуми Билборд 200 и включва три хит сингъла. Той също така включва автората на песни и изпълнителка Сенди Стюарт като съавторка и вокалистка.
Никс участва на втория Американски фестивал в Регионален парк „Глен Хелън“ в Сан Бернардино, Калифорния, а по-късно прави турне в САЩ от юни 1983 г. до ноември 1983 г. Тя се появява в късното телевизионно шоу Saturday Night Live през декември 1983 г., изпълнявайки Stand Back и Nightbird.
След турнето за The Wild Heart Никс започва работа по третия си солов албум. Първоначално озаглавен Mirror Mirror, тя записва песни за албума през 1984 г. Певицата обаче не е доволна от албума и решава да запише нова група песни през 1985 г. На 18 ноември 1985 г. излиза албумът ѝ Rock a Little и той се радва на търговски успех, подкрепен от три успешни сингъла. Никс прави турне за албума до октомври 1986 г. и свири с Боб Дилън и Том Пети енд дъ Хартбрейкърс по време на турнето им в Австралия.
Турнето бележи повратна точка в живота на Никс. През януари преди началото на турнето пластичен хирург я предупреждава за сериозни здравословни проблеми, ако не спре да употребява кокаин. „Казах: „Какво мислиш за носа ми?“, спомня си тя в The Chris Isaak Hour през 2009 г. „И той каза:„ Е, мисля, че следващия път, когато шмръкнеш кокаин, можеш да паднеш мъртва.“ В края на австралийското турне Никс се записва в Центъра „Бети Форд“ за 30 дни, за да преодолее зависимостта си. Припомняйки си силното влияние на Джанис Джоплин и Джими Хендрикс върху нейната музика и живот, тя казва на британски интервюиращ: „Видях как паднаха и част от мен искаше да падне с тях... но тогава друга част от мен си помисли, че ще бъда много тъжна, ако някоя 25-годишна рокендрол певица след десет години каже: „Ще ми се Стиви Никс да беше помислила малко повече за това.“ Това донякъде ме спря и ме накара наистина да погледна на света с ясни очи.“
По-късно същата година, по съвет на приятели, загрижени, че може да има рецидив, тя посещава психиатър, който ѝ предписва успокоителното Клонопин, за да ѝ помогне да остане свободна от кокаина.

### 1987 – 1990 г.: АлбумиTango in the Night,The Other Side of the MirrorиBehind the Mask
В края на 1985 г. Флийтуд Мак започват работа по албума им Tango in the Night, но поради промоционалния си график за албума си Rock a Little и последвалото турне Никс почти не е на разположение да работи по албума с групата, с изключение на няколко седмици след престоя си Клиника „Бето Форд“ през 1986 г. (което е вдъхновение за песента Welcome to the Room... Sara). Тя изпраща на групата демо записи на песните си, за да работят в нейно отсъствие. Албумът е издаден през април 1987 г. и става вторият най-продаван албум на групата след Rumors.
Творческите различия и неразрешените лични проблеми в групата карат Линдзи Бъкингам да напусне групата точно преди световното им турне. Според басиста Джон Макви има „физически грозна" конфронтация между Никс и Бъкингам, когато Никс гневно оспорва решението на Бъкингам да напусне групата.
Групата тръгва на турнето Shake the Cage през септември 1987 г., като Бъкингам е заменен от Рик Вито и Били Бърнет. Турнето е прекратено по време на битката на Никс със Синдрома на хроничната умора и развиването на пристрастяване към Клонопин, въпреки че то е подновено през 1988 г. Албумът Tango in the Night има търговски успех и е последван от албума Greatest Hits на Флийтуд Мак през ноември 1988 г.
Също през 1988 г. Никс започва работа по четвъртия си солов албум с английския звукозаписен продуцент Рупърт Хайн. The Other Side of the Mirror излиза на 11 май 1989 г. и постига търговски успех. Никс се обвърза романтично с Хайн.
Певицата прави турне в САЩ и Европа от август до ноември 1989 г.. Това е единственият път, когато тя прави турне в Европа като соло изпълнителка. По-късно тя казва, че „няма спомен за това турне“ поради нарастващата си зависимост от Клонопин, предписван ѝ във все по-големи количества от психиатър между 1987 и 1994 г., в опит да попречи на Никс да се върне към предишната си злоупотреба с кокаин.
През 1989 г. Никс започва работа с Флийтуд Мак върху албума им Behind the Mask, издаден през 1990 г. с умерен комерсиален успех в САЩ. В Обединеното кралство обаче албумът влиза в класацията на номер едно и е сертифициран като платинен. Групата тръгва на световно турне, за да рекламира албума, в последната вечер на което Бъкингам и Никс се събират отново на сцената, за да изпълнят песента Landslide. След приключването на турнето Никс напуска групата поради спор с Мик Флийтуд, който не ѝ позволява да издаде песента от 1977 г. Silver Springs в нейния албум Timespace: The Best of Stevie Nicks, поради плановете му да я запази за издаване в предстоящ бокс сет на Флийтуд Мак. Флийтуд знае, че песента ще бъде ценна като точка за продажба на бокс сета, тъй като през годините е спечелила интерес сред феновете на групата.

### 1991 – 1996 г.: Соло албумиTimespaceиStreet Angel
На 10-годишнината от дебюта си в солова кариера Никс издава Timespace: The Best of Stevie Nicks на 3 септември 1991 г. На следващата година Флийтуд Мак издават и бокс сет от четири диска 25 Years – The Chain, който включва песента на Никс Silver Springs.
По време на президентската кампания в САЩ през 1992 г. Бил Клинтън използва хита на Флийтуд Мак Don't Stop като тематична песен на кампанията си и Никс се присъединява отново към класическия състав от времето на албума на Флийтуд Мак Rumors (включително и Бъкингам), за да изпълни песента на встъпителната церемония на Клинтън през 1993 г. По това време не са правени планове за официално събиране. Никс е критикувана за наддаването на тегло. Никс, която е 1,55 см, достига 79,4 кг. „Клонопинът беше по-лош от кокаина“, казва тя. „Загубих тези 8 години от живота си. Не писах и бях напълняла толкова много.“ В края на 1993 г., докато Никс прави бебешко парти в къщата си, се спъва, пада и си порязва челото близо до камината. „Аз съм от хората, които не се нараняват. Бях ужасена да видя тази кръв. Не бях пила достатъчно вино. Знаех, че е Клонопинът", казва тя. Осъзнавайки, че има нужда от помощ, Никс се подлага на болезнена 47-дневна детоксикация в болница.
След успешната си детоксикация Никс издава петия си солов албум Street Angel, записан през 1992 и 1993 г., използвайки материал, написан предимно от предишни години. Издаден на 23 май 1994 г., албумът е лошо приет, достигайки номер 45 в Билборд Топ 200. Оттогава Никс изразява голямо разочарование от албума, твърдейки, че голяма част от продуцентската му работа е била извършена по време на втория ѝ престой в болница, което означава, че тя е имала малко или никаква дума върху крайния продукт. Въпреки тримесечното турне в подкрепа на албума тя е съкрушена от фокуса върху теглото ѝ и от лошия прием на албума. Отвратена от критиките за наднорменото си тегло, които получава по време на турнето, тя се зарича никога повече да не стъпи на сцена, освен ако не отслабне.
През 1996 г. Никс се събира отново с Линдзи Бъкингам и участва с дуета Twisted към саундтрака на филма „Туистър“, докато през 1996 г. Somebody Stand by Me, написана от Шерил Кроу, участва в саундтрака на „Забранено за момчета“, а Никс също преработва песента Free Fallin' на Том Пети за телевизионния хит Party of Five на Телевизия „Фокс“.

### 1997 – 2001 г.:The Dance,EnchantedиTrouble in Shangri-La
През 1996 г. Линдзи Бъкингам, работейки върху планиран солов албум, привлича помощта на Мик Флийтуд и Джон Макви, което в крайна сметка води до събиране на цялата група. Наскоро ободрената и отслабнала Никс се присъединява към Флийтуд Мак за The Dance, изключително успешно турне от 1997 г., което съвпада с 20-ата годишнина от издаването на албума им Rumors. Преди турнето Никс започва работа с гласов треньор, за да даде на гласа си повече контрол и да го предпази от стреса на дългите графици на турнета. Тя също се подлага на диета и започва да бяга, за да отслабне.
Излиза концертният албум на групата The Dance, който има търговски успех и получава добра оценка на критиците. Той носи на Флийтуд Мак няколко номинации за Грами, включително номинация за най-добро поп изпълнение от дуо или група с вокали за тяхното изпълнение на живо на песента Silver Springs. През 1998 г. Никс се присъединява към групата за въвеждането ѝ в Залата на славата на рокендрола. Същата година групата е наградена с изключителен принос на Наградите BRIT.
Никс отлага работата по нов соло албум, когато към нея се обръщат от Уорнър Мюзик да издаде бокс сет, обхващащ соловата ѝ кариера, за да завърши договора си с Атлантик Рекърдс в САЩ. След кулминацията на турнето на Флийтуд Мак Reunion Никс се установява в Лос Анджелис и Финикс с близки приятели и колеги, за да измислят списък с песни за тази колекция от три диска. Бокс-сетът на Никс Enchanted излиза на 28 април 1998 г. с нейни бележки, както и ексклузивни редки снимки и страници от нейните дневници. Никс подкрепя бокс сета с успешно турне в САЩ. През 1998 г. тя участва в саундтрака на филма „Приложна магия“ и в благотворителния концерт на Дон Хенли за НПО „Проект „Уолдън Удс““.
Никс започва да пише активно за соло албума си Trouble in Shangri-La през 1994 и 1995 г., когато излиза от зависимостта си от Клонопин. Според нея приятелят и бивш музикален партньор Том Пети е отговорен за това да я убеди да пише музика отново, когато отхвърля молбата ѝ да напише песен с нея. Тя подновява записите на песни за албума с Шерил Кроу, която продуцира и изпълнява няколко песни. Когато конфликт с графика принуждава Кроу да се откаже от проекта, Никс първо се обръща към R&B продуцента Далас Остин, но тези сесии така и не се появяват. Никс най-накрая извиква Джон Шанкс да продуцира останалата част от албума, с допълнителни приноси от Дейвид Кане, Рик Ноуелс, Пиер Маршан и Джеф Трот. Изпълнителите Натали Мейнс, Сара Маклахлан и Мейси Грей допринасят за някои от песните.
Издаден на 1 май 2001 г., Trouble in Shangri-La възстановява соловата кариера на Никс търговски успех и до одобрението на критиката. Парчето Planets of the Universe („Планета от Вселената“) е номинирано за Награда „Грами“ за най-добро женско рок вокално изпълнение, а Никс е обявена за „Изпълнител на месеца“ на Ви Ейч Уан за май 2001 г. Изпълнителката е обявена за един от 50-те най-красиви хора на сп. „Пийпъл“, включена е в добре приетия епизод Behind the Music и изпълнява епизод от концертната програма на Ви Ейч Уан „Сторителърс“. Тя прави няколко телевизионни изяви в подкрепа на албума и участва в Радио музикалните награди през 2001 г.
Никс подкрепя албума с успешно турне, въпреки че някои концерти са отменени или отложени поради нейния пристъп на остър бронхит. Представленията също са отменени поради атаките от 11 септември в САЩ.

### 2002 – 2009 г.: албумиSay You Will,Crystal VisionsиSoundstage Sessions
През 2001 г. Флийтуд Мак започват работа по нов студиен албум, но този път без Кристин Макви, оставяйки Никс като единствената жена в групата за първи път. След края на соловото си турне Никс се събира с останалите членове на групата за запис през 2002 г. 
Албумът Say You Will е издаден през април 2003 г. и има търговски успех, но и смесени отзиви. Никс се присъединява към групата, за да подкрепи албума със световно турне, което продължава до септември 2004 г. Впоследствие тя заявява в няколко интервюта, че не е доволна от албума или успешното световно турне, което последва, цитирайки производствените спорове с Бъкингам като основен фактор, както и отсъствието на другата членка на групата Кристин Макви. Документален филм за създаването на албума, Destiny Rules, е издаден на DVD през 2004 г. и описва понякога бурните отношения между членовете на групата, особено Бъкингам и Никс, през това време в студиото.
След няколкомесечна почивка от турнето Say You Will, Никс прави четири вечери през май 2005 г. в луксозния хотел-казино Сизърс Палас в Лас Вегас, а след това прави 10 концерта с Дон Хенли, наречено турнето Two Voices. През лятото на 2005 г. Никс продължава да прави солови концерти (турне Gold Dust) с поп певицата Ванеса Карлтън като подгряваща, пеейки над 20 дати в цялата страна.
На 27 март 2007 г. Рипрайз Рекърдс издават Crystal Visions – The Very Best of Stevie Nicks в САЩ. Албумът дебютира под номер 21 в класацията за албуми Билборд 200. Компилацията включва нейни хитови сингли, денс ремикс и една нова песен, версия на живо на парчето Rock and Roll на Лед Цепелин. Направени са две версии на този албум – една само с аудио CD и луксозна версия, която включва DVD, включващо всички музикални видеоклипове на певицата с аудио коментари от самата нещ, както и редки кадри от записните сесии на албума ѝ Bella Donna. Турне с Крис Айзък, което стартира в Конкорд, Калифорния на 17 май 2007 г., подкрепя издаването.
Лейбълът Рипрайз Рекърдс първоначално пуска две промоции само за радиото, концертната версия на песента Landslide с Мелбърнския симфоничен оркестър и Rock and Roll. И двете песни не успяват да съберат много звучене и не оказват влияние върху класациите. Лейбълът пуска Stand Back (издаден с клубни миксове) на 29 май 2007 г., достигнал номер пет в Класацията за поп сингли през 1983 г., а сега номер две в класацията на Билборд Клуб. Никс преди това достига номер 1 в тази класация с Planets of the Universe (от албума си Trouble in Shangri-La) през 2001 г. Ремикс сингълът на Stand Back дебютира в Класацията за продажби на сингли Билборд Хот на 15 септември 2007 г. под номер 10, достигайки номер 4 през следващата седмица. Също така дебютира в класацията за продажби на сингли Билборд Хот Денс на трето място, а по-късно достига номер 1.
На 31 март 2009 г. Никс издава албума The Soundstage Sessions чрез Рипрайз Рекърдс. Той дебютира под номер 47 в класацията за албуми Билборд 200. Първият сингъл от албума, Crash into Me („Да катастрофираш в мен“), е издаден за цифрово изтегляне заедно с Landslide (оркестрова версия) като B-страна на 17 март 2009 г.
В края на 2008 г. Флийтуд Мак обявяват, че групата ще направи турне през 2009 г., започващо през март. Според турнето 2003 – 2004 Кристин Макви няма да бъде включена в състава. Турнето е рекламирано като шоу с „най-големите хитове“, озаглавено Unleashed, въпреки че свирят парчета от албуми като Storms и I Know I'm Not Wrong.

### 2010 – 2013 г.: АлбумIn Your Dreamsи турнеExtended Play
След завършване на турнето Unleashed с Флийтуд Мак Никс започва работа по първия си солов албум от десетилетие с Дейвид А. Стюарт – музикант и звукозаписен продуцент, най-известен като член на дуото Юритмикс.
Никс участва в поредица от концерти през август 2010 г. („Това всъщност не е турне“, казва тя). Те не съдържат никаква нова музика, защото тя не иска да свърши в Ютюб. Шоуто в Санта Барбара е от полза за младо момиче, което тя срещна чрез фондацията Мейк ъ Уиш в Лос Анджелис с рядък вид рак.
На 13 януари 2011 г. Рипрайз Рекърдс обявява, че предстоящият албум на Никс In Your Dreams ще бъде издаден на 3 май, а водещият сингъл Secret Love („Тайна любов“) ще бъде пуснат на 8 февруари. Лейбълът предоставя безплатно изтегляне на сингъла на фенове, които поръчат албума чрез определени уебсайтове. Никс първоначално написва Secret Love през 1976 г. и записва демо от него за албума на Флийтуд Мак от 1977 г. Rumors. Тя не прави финалната версия на албума. Демо версията циркулира сред феновете в продължение на много години преди включването ѝ в In Your Dreams. Никс популяризира песента с видеоклип, режисиран от Дейв Стюарт. Кръщелницата на Никс Кели се появява във видеото, облечена в ретро рокля, която Никс носи на сцената през 1976 г. Според Никс Кели изобразява младата Никс, смесваща се с душата на 62-годишната Никс. В американските класации на Билборд Secret Love е скромен хит в класацията за сингли Adult Contemporary, достигайки номер 20 и номер 25 в класацията за Triple-A сингли. Друга песен от албума – For What It's Worth включва племенницата на Никс във видеото. Песента достига номер 25 в класацията на Билборд Adult Contemporary през септември 2011 г. За албума е заснет документален филм, режисиран от Стюарт. Документалният филм е одобрен от критиката и Никс се появява на много филмови фестивали, за да подкрепи документалния филм. Никс рекламира албума с участия в различни телевизионни предавания, включително Вечерното шоу на Джей Лено, X Factor, The Talk, Добро утро, Америка, Шоуто на Елън Дедженеръс, Шоуто на Опра Уинфри и Да танцуваш със звездите.
In Your Dreams е добре приет от музикалните критици. Сп. „Ролинг Стоун“ кава, че той е не само първият ѝ албум от 10 години, а е най-добрият ѝ сборен албум от 80-те години насам. Албумът дебютира на шесто място в Билборд 200, давайки на Никс нейния пети албум в Топ 10 на тази класация с 52 000 продадени копия през първата седмица. На други места албумът прави множество дебюти в Топ 50, включително номер 24 в австралийската класация на ARIA, номер 22 в Канада и номер 14 в Обединеното кралство.
В същия ден, когато е пуснат новият албум на Никс, телевизия Фокс Нетуърк излъчва епизода на Клуб „Веселие“ (сезон 2, еп. 19) Rumours, който включва шест песни от албума на Флийтуд Мак от 1977 г., включително песента на Никс Dreams (единственият номер на групата – една песен в американските класации). Шоуто предизвиква подновен интерес към групата и нейния най-успешен комерсиално албум и Rumors отново влиза в класацията Билборд 200 под номер 11, същата седмица, в която In Your Dreams дебютира под номер 6. Никс е цитирана от сп. „Билборд“, като казва, че новият ѝ албум е „моите собствени малки Rumours“.
Никс участва с кавър на Not Fade Away на Бъди Холи за трибютния албум Listen to Me: Buddy Holly, издаден през септември 2011 г.
На 29 март 2012 г. Никс гостува като себе си в ситкома на Ен Би Си Up All Night. Шоуто включва откъс от песента от 1981 г. Sleeping Angel, както и нови дуети с Мая Рудолф и Кристина Апългейт на Whenever I Call You Friend и Edge of Seventeen. Рудолф и Апългейт казват, че са фенове на певицата. 
На 14 декември 2012 г. е обявено, че Никс ще участва в оригинална песен, направена в сътрудничество с Дейв Грол за саундтрака му към Sound City, заедно с други изпълнители.
През 2013 г. Флийтуд Мак отново правят турне като четиричленна група в Северна Америка и Европа. На 30 април групата издава първия си нов студиен материал след Say You Will от 2003 г. чрез цифрово изтегляне от Ай Тюнс с миниалбум с четири песни Extended Play, съдържащо три нови песни и една нова песен от сесиите Buckingham Nicks – Without You.
На 3 декември 2013 г. Никс издава документалния филм In your Dreams на DVD. DVD-то дебютира под номер седем в класацията за продажби на Billboard Top Music Video и номер 29 в класацията Top 40 на музикалното видео в Обединеното кралство.

### 2014 – 2022 г.: Албум24 Karat Gold: Songs from the Vault
През 2014 г. Никс се появява в третия сезон на телевизионния сериал „Зловеща семейна история: Свърталището“ в роля, която повтаря в осмия сезон Апокалипсис. Тя изиграва измислена версия на себе си, изобразявайки бяла вещица със свръхестествени сили в три епизода. В шоуто тя изпълнява песните Rhiannon, Has Anyone Ever Written Anything For You?, Seven Wonders и Gypsy. „Казах „Това е перфектно“, казва тя пред списание „Ас“ в отговор на музикалното искане на шоуто. „Защото точно така обичам да въздействам на хората. Искам хората да пускат песните ми, защото са нещастни и имат нужда от тласък, за да танцуват малко из апартамента си и да се чувстват добре. Затова пиша. „Разбира се, можете да използвате моята музика. Вземете я!'" През май 2014 г. Никс е удостоена с награда BMI Icon Award. През юли 2014 г. е обявено, че тя ще се присъедини към шоуто за таланти The Voice като съветник на тима на Адам Левин.
През септември 2014 г. Никс издава осмия си студиен албум 24 Karat Gold: Songs from the Vault, който достига седмо място в Билборд 200. Тя също започва турне в Северна Америка с Флийтуд Мак, сега отново събрани с Кристин Макви, турнето On with the Show. Турнето започва през септември 2014 г. и приключва през ноември 2015 г.
През май 2015 г. Никс преиздава Crystal Visions – The Very Best of Stevie Nicks на „кристално чиста“ прозрачна двойна плоча. Плочата е с винилова чанта и литография с ограничено издание. През 2016 и 2017 г. Никс прави турне с Притендърс на турнето 24 Karat Gold Tour.
На 26 април 2017 г. уебсайтът Pitchfork разкри, че Никс ще бъде включена в песен от петия студиен албум на американската певица Лана Дел Рей Lust for Life, издаден на 21 юли 2017 г. Песента е озаглавена Beautiful People Beautiful Problems.
На 9 юли 2017 г. Никс участва на фестивала Британско лято в Хайд Парк в Лондон, подгрявайки Том Пети едн дъ Хартбрейкърс. По-късно тя изпълнява Stop Draggin' My Heart Around с Пети като част от сета на Хартбрейкърс, в това, което ще се окаже последното им съвместно изпълнение на песента преди смъртта на Том Пети през октомври 2017 г.
През април 2018 г. Линдзи Бъкингам е уволнен от Флийтуд Мак, след разногласия с Никс и Мик Флийтуд. Никс помага да наеме негови заместници – Майк Кембъл от Том Пети енд дъ Хартбрейкърс и Нийл Фин от Краудид Хаус. Този преработен състав започна световно турне, озаглавено An Evening with Fleetwood Mac през 2018 – 2019 г.
През април 2019 г. Никс е избрана в Залата на славата на рокендрола. Тя става първата жена, въведена два пъти, веднъж като член на Флийтуд Мак и като соло изпълнител.
През септември 2020 г. Никс издава албум на живо и концертен филм със записи от турнето 24 Karat Gold Tour (2016 – 2017), режисирано от Джо Томас. На 9 октомври 2020 г. тя пуска първата си нова музика от шест години. Официалното видео, придружаващо парчето Show Them the Way, е режисирано от Камерън Кроу.
През декември 2020 г. музикалната издателска компания Праймъри уейв купува 80% дял от каталога с песни на Никс. Вестник „Уолстрийт Джърнъл“ оценява сделката на 100 млн. щатски долара.
На 27 май 2021 г. Стиви Никс е един от хедлайнерите на музикалния фестивал Шейки Нийс през 2021 г. в Атланта, Джорджия. През август 2021 г. тя отменя петте си планирани солови изяви за 2021 г. поради опасения за заразяване с COVID-19.
На 31 август 2022 г. виртуалната група Горилас обявява списъка с песни на предстоящия си албум Cracker Island. Стиви Никс е посочен сред техните сътрудници, участвайки във втората песен на албума Oil.
През септември 2022 г. изпълнителката пуска кавър версия на For What It's Worth – протестна песен, написана през 1966 г. от Стивън Стилс и записана от Бъфало Спрингфийлд . В социалните мрежи тя споделя, че песента е все още актуална и има какво да каже и че винаги е искала да я интерпретира през женския поглед.

## Артистичност
Бидейки 1,55 м висока, Никс заявява, че се е чувствала „малко нелепо“, стоейки до Мик Флийтуд, който е висок 1,98 м. Поради тази причина тя развива склонност към носене на ботуши с 15-сантиметрови токчета. „Дори когато токчетата излязоха от мода, продължавах да ги нося, защото не исках да се връщам на 1,60 м на токчета“, казва тя пред Allure през 1995 г. През годините Никс развива стил, който тя нарича „своя униформа“. Тя е известна като вещерски вид, който върви с нейните песни и изпълнения.
Никс казва, че нейният вокален стил и изпълнителски лудории са се развили от певици като Грейс Слик и Джанис Джоплин. Тя признава, че се е вдъхновила, когато е видяла Джоплин да изпълнява на живо (и да отвори за нея с първата ѝ група Фритц) малко преди смъртта на Джоплин. Никс притежава сценичната изява на Джоплин. Тя също така коментира, че веднъж е видяла жена в публиката си, облечена в капещ шифон с прическа „Гибсъново момиче“ и големи ботуши, и Никс разбира, че тя иска нещо подобно.
Никс притежава вокалния диапазон на контраалт и нейният глас е описан като „груб, изключително лек алт". През годините тя е украсявала стойката си за микрофон с рози, панделки, шифон, кристални мъниста, шалове и малки плюшени играчки.

### Филантропия
Никс стартира благотворителна фондация, озаглавена „Групата на войниците на Стиви Никс“, която се използва в полза на ранени военни.
В края на 2004 г. тя започва да посещава медицински центрове на армията и флота във Вашингтон, окръг Колумбия. Докато посещава ранени военнослужещи мъже и жени, тя е решена да намери предмет, който може да остави на войниците, който да повдигне духа им, да ги мотивира и да им даде нещо очаквайте с нетърпение всеки ден. В крайна сметка тя решава да купи стотици Айпод Нано, да ги зареди с музика, изпълнители и плейлисти, които тя щеше да избере, и да ги подпише с автограф: сега тя редовно доставя тези знаци на своята признателност, като води най-близките си приятели, като Мик Флийтуд, заедно, за да споделят преживяването.

### Стил
Стилът на Стиви Никс остава същият през годините ѝ в светлината на прожекторите и дори „на 60 години тя все още работи с туники и шалове, които са повлияли на две поколения помощници на Стиви, и придавайки на нейните изпълнения усещането за ритуал на Уика“, пише репортерката на в. „Ню Йорк Таймс“ Рут Ла Ферла.
Никс е известна с многократните си смени на гардероба по време на изпълнения на живо, почти с ново облекло за всяка песен, която изпълнява. Тя предпочита да носи черно на сцената и започва да го носи предимно защото е „лесно и те изтънява“.
В края на 70-те г. Никс започва да получава заплашителни писма, обвиняващи я във магьосничество. Тя каза пред в. „Лос Анджелис Таймс“ през 2013 г.: „В началото на моята кариера цялата идея, че някои шантави, страховити хора пишат: „Ти си вещица, ти си вещица!“ беше толкова възпиращо. И там си казвам: „Не, не съм! Просто нося черно, защото ме кара да изглеждам по-слаба, идиоти.“ Слуховете за вещиците изплашват Никс толкова много, че тя се отказва от черното за известен период от време (приблизително от 1978 до 1982 г.) и вместо това избира да носи цветове като кайсия и зелено от морска пяна. Никс по-късно заявява, че се е чувствала грозна в новите цветове, като в крайна сметка се е отказала и се върнала към черното през 1983 г. Същата година, когато я питат какво мисли за онези, които все още вярват на слуховете, Никс казва: „Не ми харесва всичко това и ми се иска хората да спрат да мислят за това, защото похарчих хиляди долари за красиви черни дрехи и имах да спра да ги нося за дълго време, защото много хора ме уплашиха."
Разходите за поддържане на цялостния ѝ стил, прическа, грим и гардероб не са малко. През 1991 г. Никс подава данъчно приспаднати разходи на стойност „12 495 долара за грим и прическа [и] 43 291 долара за професионално облекло и поддръжка".
Никс пее за магазина, откъдето започва нейният емблематичен стил, в песента Gypsy („Циганка“) в 13-ия студиен албум на Флийтуд Мак Mirage, издаден през 1982 г. Става въпрос за Велвет Ъндърграунд – бутик в Сан Франциско, Калифорния, където е известно, че пазаруват известни рокери като Джанис Джоплин и Грейс Слик. Именно там започва уникалният и лесно разпознаваем стил на певицата.

## Наследство
Много изпълнители споменават Стиви Никс като източник на влияние и музикално вдъхновение. Сред тях са Бийонсе и Дестинис Чайлд, Кортни Лав, Мишел Бранч, Белинда Карлайл, Крикс (преди известни като Дикси Чикс), Мери Джей Блайдж, Шерил Кроу, Надя Али Флорънс Уелч, Тейлър Суифт, Ванеса Карлтън, Делта Гудрем и Лорд. Австралийският певец Дарън Хейс цитира Никс като един от любимите си музиканти през тийнейджърските му години, докато майката на Еминем Деби Нелсън споменава в книгата си My Son Marshall, My Son Eminem, че нейният син обича песента Rhiannon.
Дикси Чикс правят кавър версия на Landslide, който става хит в Топ 10 (номер едно в класацията Adult Contemporary) и хит номер едно в Кънтри класацията. Този кавър също носи на Никс Наградата BMI Songwriter през 2003 г., когато печели Песен на годината (наградата се дава на автора на песента независимо от изпълнителя). Според Би Ем Ай Landslide също носи на Никс 35-ата награда „Робърт Дж. Бъртън“ за Най-изпълнявана кънтри песен на годината. Това отличие се дава на песента, отчитаща най-популярните изпълнения в излъчване в САЩ през периода на допустимост. Включен в платинения албум на Дикси Чикс Home, песента разбива класациите Кънтри, Adult Top 40, Хот 100 и AC Билборд. Алтернативната рок банда Смашинг Пъмпкинс прави акустичен кавър на песента, която е включена в тяхната компилация с B-страни от 1994 г. Pisces Iscariot.
Други успешни кавъри включват Dreams на Корс и групата Хоул на Кортни Лав с Gold Dust Woman. Edge of Seventeen е семплирана в сингъл номер едно Bootylicious на Дестинис Чайлд за 2001 г. Никс се появява във видеото към песента и в епизод на Ем Ти Ви Making The Video, който я включва, в който тя изразява възхищението си както от песента, така и от групата. Също така американската актриса и певица Линдзи Лоън прави кавър на Edge of Seventeen във втория си студиен албум A Little More Personal (Raw) (2005). Дийп Диш изпълняват своите мечти да работят с Никс през 2005 г., когато Никс предлага да презапише вокалите на ремикс на нейната песен номер едно Dreams. Версията на Дийп Диш достигна номер две в класацията на Билборд Хот Денс Еърплей, както и осигурява на Никс нейния трети хит в Топ 40 на Великобритания. Никс пее допълнителните вокали в албума на Ванеса Карлтън от 2007 г. Heroes and Thieves.
На 31 януари 2010 г. Никс пее с Тейлър Суифт на 52-рите годишни награди Грами. Суифт, която описва Никс като един от нейните герои от детството, я представя на публиката с думите: „Приказка е и е чест да споделя сцената със Стиви Никс.“
През октомври 2018 г. Никс е един от петнадесетте изпълнители, номинирани за въвеждане в Залата на славата на рокендрола. На 13 декември 2018 г. тя е обявена за един от седемте приети в класа на Залата на славата на рокендрола за 2019 г., което я прави първата жена, въведена два пъти в залата.

## Личен живот
Никс е романтично свързана с Линдзи Бъкингам от 1966 до 1976 г., за кратко с Мик Флийтуд през 1977 г., с барабаниста/вокалиста на Ийгълс Дон Хенли в края на 1970-те г. и за кратко с автора на песни на Ийгълс Джей Ди Саудър. През 1979 г. тя прави аборт, след като забременява от Хенли.
Единственият брак на Никс е с Ким Андерсън, вдовец на най-добрата ѝ приятелка Робин Андерсън. Те се женят през 1983 г. скоро след като Андерсън умира от левкемия и докато албумът на Никс Bella Donna е на върха на класациите. „Бях решена да се погрижа за бебето (на Робин), така че казах на Ким: „Не знам, предполагам, че трябва просто да се оженим.“ Никс и Андерсън се развеждат само след три месеца: „И така, ние се оженихме три месеца след смъртта ѝ и това беше ужасна, ужасна грешка. Не се оженихме, защото бяхме влюбени, оженихме се, защото скърбихме и това беше единственият начин да се почувстваме сякаш правим нещо.“ Години след развода тя се събира отново с доведения си син, когато той е тийнейджър, като го праща в колеж и оттогава поддържа контакт с него.
Тя има връзка с Джими Айъвин, който продуцира албума ѝ Bella Donna през 1980 – 1981 г., и с китариста на Йигълс и Джеймс Ганг Джо Уолш през 1983 – 1986 г., за когото казва през 2007 г., че е бил една от най-голямата ѝ любов, но двойката не успява да запази връзката поради взаимна злоупотреба с наркотици. Никс прави турне с Уолш през 1984 г. и написва Has Anyone Ever Written Anything for You? за починалата му дъщеря.
До юли 2007 г. Никс живее в Парадайс Вали, Аризона, предградие на Финикс, в дом, който построява през 1981 г. и споделя с брат си Кристофър Никс, съпругата му Лори Пери-Никс и дъщеря им Джесика. В средата на 2007 г. тя обявява, че нейният дом в Райската долина ще бъде обявен за продажба, цитирайки стремежите си да „намали размера си“ и да се съсредоточи повече върху благотворителната си дейност, както и че през предходната година е „прекарала само около две седмици там“. Къщата е продадена за 3 млн. долара.
Никс става ръкоположена служителка към Църквата на универсалния живот и служи на сватбата на певеца на Дийр Тик Джон Макколи и певицата и текстописка Ванеса Карлтън на 27 декември 2013 г.
Пишейки в дневника си през 2020 г., Никс разкритикува отговора на САЩ на COVID-19, сравнявайки го със „Зловеща семейна история“: „Всички, които се събират по плажовете, в баровете, блокови партита и т.н. – „ хайде да се напием и да разпуснем и, между другото, мога ли да изпия другата половина от питието ти?“ – отиваме към катастрофа, хора умират, защото не носят маските си... Никой не ни води. Никой няма план."
Никс казва, че съзнателно е избрала да няма собствени деца поради взискателната си кариера и желанието да следва изкуството си, където и да я отведе: „Мисията ми може би не беше да бъда майка и съпруга; може би моята конкретна мисията беше да пиша песни, за да накарам майките и съпругите да се чувстват по-добре.“ За своята племенница, кръщелници и разширено семейство тя казва: „Имам много деца. Във всеки случай е много по-забавно да си лудата леля, отколкото да си майка."
Никс води дневник почти всеки ден от началото на мандата си във Флийтуд Мак. Тя казва: „Обичам да казвам на всички мои приказни кръщелници и на племенницата ми, че когато ме няма, те могат да седнат на пода и да прегледат всички тези дневници, и могат да се разхождат из живота ми, и могат да миришат парфюма на гардения на страниците. Те могат да имат в ръцете си коя бях аз." Относно книга, базирана на нейния живот, тя казва: „Не бих написала книга, освен ако наистина не мога да кажа истината и да кажа, че всички хора в нея са представени правилно... Ако искам да говоря за всички хора в живота си, трябва да съм достатъчно стара, както и те също, така че никой да не го интересува... Никога не бих написал книга за лошите части. Бих се насладил най-вече на фантастичните части, от които имаше толкова много.“

## Дискография

### Студийни албуми
Соло албуми
- Bella Donna (1981)
- The Wild Heart (1983)
- Rock a Little (1985)
- The Other Side of the Mirror (1989)
- Street Angel (1994)
- Trouble in Shangri-La (2001)
- In Your Dreams (2011)
- 24 Karat Gold: Songs from the Vault (2014)

С Линдзи Бъкингам
- Buckingham Nicks (1973)

С Флийтуд Мак
- Fleetwood Mac (1975)
- Rumours (1977)
- Tusk (1979)
- Mirage (1982)
- Tango in the Night (1987)
- Behind the Mask (1990)
- Say You Will (2003)

### Концертни албуми
Соло албуми
- The Soundstage Sessions (2009)
- Live in Concert: The 24 Karat Gold Tour (2020)

С Флийтуд Мак
- Live (1980)
- The Dance (1997)
- Fleetwood Mac: Live in Boston (2004)
- In Concert (2016) – парчетата от албума първоначално са пуснати в луксозното ремастеризиано издание на албума Tusk от 2015 г.

### Сборни албуми
Соло албуми
- Timespace: The Best of Stevie Nicks (1991)
- Enchanted (3-disc box set) (1998)
- The Divine Stevie Nicks (2000)
- Crystal Visions – The Very Best of Stevie Nicks (2007)
- Stand Back: 1981–2017 (издание с 1 CD и издание с 3 CD–та) (2019)

С Флийтуд Мак
- The Collection (1987)
- Greatest Hits (1988)
- 25 Years - The Chain (1992), издаден като бокс сет от два и четири диска
- The Best of Fleetwood Mac (1996)
- The Very Best of Fleetwood Mac (2002)
- Opus Collection (2013)
- 50 Years – Don't Stop (2018)

## Филмография

### Албуми с домашно видео
- 1983 – Stevie Nicks - Live In Concert (Bella Donna Tour, 1982) LD/VHS
- 1986 – I Can't Wait - The Music Video Collection (6 videos, 1981–86) LD/VHS
- 1987 – Live at Red Rocks (Rock A Little Tour, 1986) LD/VHS/DVD/DD
- 2007 – Crystal Visions – The Very Best of Stevie Nicks (Deluxe edition 13 music video collection, 1981–2001) CD+DVD
- 2008 – Soundstage: Stevie Nicks Live (2007) (Sears-exclusive Blu-ray 2008, Live in Chicago DVD 2009, DD 2014)
- 2013 – Stevie Nicks: In Your Dreams (Album making-of documentary, 2012) DVD/DD
- 2020 – Live In Concert - The 24 Karat Gold Tour (Concert filmed in 2017) 2xCD+DVD/Blu-ray/D

### Музикални видеоклипове
- 1981 – "Stop Draggin' My Heart Around"
- 1981 – "Leather and Lace"
- 1981 – "Edge of Seventeen"
- 1983 – "Stand Back"
- 1983 – "If Anyone Falls"
- 1985 – "Talk to Me"
- 1986 – "I Can't Wait"
- 1989 – "Rooms on Fire"
- 1989 – "Whole Lotta Trouble"
- 1991 – "Sometimes It's A Bitch"
- 1994 – "Blue Denim"
- 1998 – "If You Ever Did Believe" (Practical Magic soundtrack)
- 2001 – "Every Day"
- 2001 – "Sorcerer" (featuring Sheryl Crow)
- 2011 – "Cheaper Than Free" (featuring Dave Stewart)
- 2011 – "Secret Love"
- 2011 – "For What It's Worth"
- 2011 – "Moonlight (A Vampire's Dream)"
- 2014 – "Lady"
- 2020 – "Show Them The Way"